# Magnet (Allier)
 Magnet  es una población y comuna francesa, situada en la región de Auvernia, departamento de Allier, en el distrito de Vichy y cantón de Varennes-sur-Allier.

## Demografía
| 733 | 722 | 611 | 592 | 656 | 694 |
| Para los censos de 1962 a 1999 la población legal corresponde a la población sin duplicidades (Fuente: INSEE [Consultar]) |     |     |     |     |     |